# Truncadaphne
Truncadaphne is een geslacht van weekdieren uit de klasse van de Gastropoda (slakken).

## Soorten
- Truncadaphne permiscere (Nowell-Usticke, 1969)
- Truncadaphne stonei (Hertlein & Strong, 1939)